# Cannon Beach
Cannon Beach es una ciudad ubicada en el condado de Clatsop en el estado estadounidense de Oregón. En el año 2007 tenía una población de 1.680 habitantes y una densidad poblacional de 411.5 personas por km².

## Geografía
Cannon Beach se encuentra ubicada en las coordenadas 45°53′21″N 123°57′39″O / 45.88917, -123.96083.

## Demografía
Según la Oficina del Censo en 2000 los ingresos medios por hogar en la localidad eran de $39,271, y los ingresos medios por familia eran $45,329. Los hombres tenían unos ingresos medios de $31,250 frente a los $21,641 para las mujeres. La renta per cápita para la localidad era de $24,465. Alrededor del 12.0% de la población estaban por debajo del umbral de pobreza.

## Arte y cultura
En Cannon Beach se realiza anualmente una competición de castillos de arena.

## Turismo y recreación
Debido a su proximidad con la ciudad de Portland, muchos habitantes realizan escapadas de fin de semana en esta localidad.
Cannon Beach es conocida por el Haystack Rock, una formación rocosa en la playa, muy cerca del centro de la ciudad.

## Medios y films
Varias películas se han filmado en la localidad. En The Goonies, la carrera de autos que está al inicio del film, fue filmada en Cannon Beach e incluso el Haystack Rock es visible. En la costa también se filmó la escena final de Point Break.